# Village Titan
Village Titan est une association réunionnaise à vocation culturelle créée en 1983 par Alain Séraphine et située sur le territoire de la ville du Port. Elle propose depuis lors des cours de chant, de musique, de peinture, d'animation, de céramique, d'arts plastiques, d'arts du spectacle, de danse classique de cirque et de danse contemporaine.
En 1994, le département animation prenant de l'ampleur du fait de la création du studio Pipangaï, Village Titan évolue et devient l'ILOI.
Naît alors Village Titan les écoles association soutenue par la municipalité qui pérennise les actions culturelles de son prédécesseur.
L'association est l'une des plus anciennes et la plus importante de la ville du Port. Elle compte plusieurs centaines d'adhérents. L'organisateur du Festival du Film d'Afrique et des îles Alain Gili et l'auteur compositeur Marco Boyer comptent parmi ses acteurs principaux.
Village Titan a également été une maison de disques à une certaine époque. L'association a par ce biais permis de faire émerger des artistes tels qu'Alain Peters et de promouvoir la vie littéraire réunionnaise par de nombreuses éditions papier ou filmées. Elle est notamment à l'origine d'un film biographique sur Jean Albany réalisé par Jacques Baratier. Elle a également accueilli dans les nombreuses manifestations culturelles qu'elle a organisées plusieurs artistes et musiciens comme Alain Padeau, Didier Chamizo, Alix Poulot, Ti'Fock, Ziskakan, Sebastião Salgado, Willy Ronis, Claude Dityvon, etc. On peut noter qu'Émilie Minatchy, chanteuse ayant participé à la cinquième édition de Star Academy, a également fait ses débuts musicaux à l'association.

## Publications
- "Ansanm-Ansanm pou in gran 20 Désanm", Patrice Treuthardt, Le Port: ADER/Atelier Portois, 1981 ; réédition par le conseil général de La Réunion pour le 150e anniversaire de l'abolition de l'esclavage, 1998.
- Alain Peters, Mangé pou le cœur : poèmes et chansons créoles, ADER et Village Titan, Le Port, 1984
- "Pointe et Complainte des galets", Patrice Treuthardt, Le Port: ADER/Village Titan, 1986

## Éditions musicales
- Mangé pou le cœur, Album, ADER et Village Titan, 1984.
- Panier su la tete ni chante et Romance pou un zézère, 45T, ADER et Village Titan, 1984.